# François Delpech (1935-1982)
Pour les articles homonymes, voir François Delpech et Delpech.
Ne doit pas être confondu avec François Delpech (1945).
François Delpech, né le 7 octobre 1935 à Paris et mort le 1er août 1982 à Lyon, maître-assistant à l'université Lyon-II, est un historien du judaïsme français et militant de l'amitié judéo-chrétienne.

## Biographie
François Delpech est né le 7 octobre 1935 dans le 16e arrondissement de Paris. Il fait ses études secondaires à Toulouse au collège des Pères Jésuites du Caousou puis au lycée. À Lyon, où la famille Delpech s'installe en 1951, il entre en Faculté en 1952. Il se marie en 1956 avec Hélène Vigne. Il est reçu à l'agrégation d'histoire en 1960 et nommé professeur à Mâcon, puis au lycée Charial à Lyon.
Il intègre en 1966 la faculté des lettres de Lyon comme assistant. Il est nommé en 1971 maitre-assistant d'histoire moderne à l'université Lyon-II, où il sera, par la suite, professeur au Centre régional d’histoire religieuse. Il contribue, à partir de 1972, deux chapitres dans l'Histoire des Juifs en France de Blumenkranz. Il s'oriente vers une étude des rapports entre Chrétiens et Juifs en France pendant la Seconde Guerre mondiale, allant de colloque en colloque, à Grenoble en 1976, à Lille en 1977, et à Lyon en 1978 où il présenta deux rapports importants, aux Rencontres d'Orléans (1979) et de Rennes (1980), à Paris avec le Centre de documentation juive contemporaine (mars 1979), le Comité d'action de la Résistance (septembre 1979) et la LICRA (1981). Il combat les thèses des négationnistes, parmi lesquelles celles de Robert Faurisson, enseignant lui-aussi à l’université Lyon-II. Delpech est nommé, en 1980, directeur de l'UER d'histoire et de géographie.
François Delpech préparait une thèse de 3e cycle sur La Congrégation Notre-Dame de Sion et une thèse d'État sur Les Communautés juives en France au XIXe siècle quand il est atteint en 1981 d'une tumeur au cerveau dont il décède le 1er août 1982.
Après son décès, Bernard Comte et  une équipe du Centre régional interuniversitaire d'histoire religieuse, Hélène Delpech, André Latreille,
Xavier de Montclos, sœur Dominique et sœur Magda, religieuses de Notre-Dame de Sion, Madeleine Comte, Odette Roche, réalise un recueil de dix-neuf textes publiés par François Delpech lui-même. au cours de son activité professionnelle. Ce recueil, Sur les Juifs : études d'histoire contemporaine, avec préfaces de André Latreille et Jacques Godechot, sera publié aux Presses universitaires de Lyon, en 1983. 

## Publication
- François Delpech, Sur les Juifs : Études d'histoire contemporaine, Presses universitaires de Lyon, 1984, 454 p. (ISBN 978-2-7297-0201-4, lire en ligne)